# 上地 (岡崎市)
上地（うえじ）は、愛知県岡崎市岡崎地区の町名。現行行政地名は上地一丁目から上地六丁目。

## 地理
岡崎市南部に位置する。

## 世帯数と人口
2019年（令和元年）5月1日現在の世帯数と人口は以下の通りである。
| 丁目       | 世帯数    | 人口     |
| ---------- | --------- | -------- |
| 上地一丁目 | 963世帯   | 2,541人  |
| 上地二丁目 | 721世帯   | 1,720人  |
| 上地三丁目 | 783世帯   | 1,974人  |
| 上地四丁目 | 456世帯   | 1,156人  |
| 上地五丁目 | 480世帯   | 1,167人  |
| 上地六丁目 | 662世帯   | 1,556人  |
| 計         | 4,065世帯 | 10,114人 |

### 人口の変遷
国勢調査による人口の推移
| 1995年（平成7年）  | 7,718人 | [ 6 ]  |  |
| 2000年（平成12年） | 8,798人 | [ 7 ]  |  |
| 2005年（平成17年） | 9,436人 | [ 8 ]  |  |
| 2010年（平成22年） | 9,716人 | [ 9 ]  |  |
| 2015年（平成27年） | 9,893人 | [ 10 ] |  |

## 学区
市立小・中学校に通う場合、学区は以下の通りとなる。
| 丁目       | 番・番地等 | 小学校             | 中学校             | 高等学校 |
| ---------- | ---------- | ------------------ | ------------------ | -------- |
| 上地一丁目 | 全域       | 岡崎市立上地小学校 | 岡崎市立福岡中学校 | 三河学区 |
| 上地二丁目 | 全域       | 岡崎市立上地小学校 | 岡崎市立竜南中学校 | 三河学区 |
| 上地三丁目 | 全域       | 岡崎市立上地小学校 | 岡崎市立竜南中学校 | 三河学区 |
| 上地四丁目 | 全域       | 岡崎市立上地小学校 | 岡崎市立竜南中学校 | 三河学区 |
| 上地五丁目 | 全域       | 岡崎市立上地小学校 | 岡崎市立竜南中学校 | 三河学区 |
| 上地六丁目 | 全域       | 岡崎市立上地小学校 | 岡崎市立福岡中学校 | 三河学区 |

## 歴史
額田郡上地村の一部を前身とする。

### 沿革
- 1990年（平成2年）5月23日 - 上地第1・第2特定土地区画整理組合事業の換地処分に伴い、以下の通り上地一丁目～上地六丁目が成立[12][1]。

### 町名の変遷
| 実施後     | 実施年月日               | 実施前（各町名ともその一部） |
| ---------- | ------------------------ | ---------------------------- |
| 上地一丁目 | 1990年（平成2年）5月23日 | 上地町、福岡町の一部         |
| 上地二丁目 | 1990年（平成2年）5月23日 | 上地町、若松町の一部         |
| 上地三丁目 | 1990年（平成2年）5月23日 | 上地町、若松町、美合町の一部 |
| 上地四丁目 | 1990年（平成2年）5月23日 | 上地町、美合町の一部         |
| 上地五丁目 | 1990年（平成2年）5月23日 | 上地町の一部                 |
| 上地六丁目 | 1990年（平成2年）5月23日 | 上地町の一部                 |

### 史跡
- 上矢崎古窯跡
- 下矢崎古窯跡
- 堤ヶ入古窯跡
- 堤ヶ入古墳
- 上地向山古墳

## 交通

### 道路
- 国道248号
- 愛知県道26号岡崎環状線
  - 竜東メーンロード
- 愛知県道326号桑谷柱線
  - 緑丘通り
- 愛知県道327号市場福岡線
  - 藤川街道
  - 土呂本通り
- 愛知県道372号大塚国府線
- 愛知県道483号岡崎幸田線

### 鉄道
- JR東海道本線
  - 通過するのみである

## 施設
- 岡崎市立上地小学校
- 岡崎上地郵便局
- 岡崎市南部地域交流センター・よりなん
- 岡崎市総合学習センター
- 岡崎医療刑務所
- 上地学区市民ホーム
- 上地自動車学校
- 岡崎信用金庫 上地支店
- 西尾信用金庫 岡崎南支店
- ブックオフ 岡崎上地店
- ゲオ 岡崎上地店
- カラオケ館岡崎上地店
- セガワールド岡崎店
- カレーハウスCoCo壱番屋 岡崎上地店
- 濃厚味噌ラーメン　北のれん
- 讃岐製麺 岡崎上地店
- コープあいち岡崎店
- スギ薬局 上地店
- スギ薬局 上地1丁目店
- V・drug 上地店
- ザ・ダイソー 岡崎上地店
- ローソン 岡崎上地五丁目店
- セブン-イレブン 岡崎緑ヶ丘店
- 矢崎公園
- 大谷公園
- 善十林公園
- 前田公園
- 大久後公園
- じぞう公園
- 寂靜寺
- 三善寺

## ギャラリー
- 岡崎市南部地域交流センター・よりなん
- 岡崎市総合学習センター
- 岡崎市立上地小学校
- 上地3丁目交差点
- 矢崎公園
- 岡崎南キリスト教会
- 讃岐製麺 岡崎上地店

## その他

### 日本郵便
- 郵便番号 : 444-0823[4]（集配局：岡崎郵便局[13]）。

## 参考資料
- 「角川日本地名大辞典」編纂委員会 編『角川日本地名大辞典 23 愛知県』角川書店、1989年。
- 平凡社 編『日本歴史地名大系 23 愛知県の地名』1981年。
- 新編岡崎市史編さん委員会 編『新編岡崎市史 総集編 20』1993年。